# Mak Dizdar
Mehmedalija »Mak« Dizdar (17. oktober 1917 – 14. julij 1971) je bil bosanski pesnik. Njegova poezija je združevala vplive bosanske krščanske kulture, islamskega misticizma in kulturnih ostankov srednjeveške Bosne, predvsem stečke. Njegovi deli Kamnito ležišče in Modra reka sta najverjetneje najpomembnejši deli bosanske poezije 20. stoletja.